# Аведис Ахаронян
Аведис Ахаронян (на арменски: Ավետիս Ահարոնյան, изписвано до 1920 година: Աւետիս Ահարոնեան) с псевдоним във ВМОРО Хариш е арменски политик, писател, общественик и революционер, деец на Арменското национално движение.

## Биография
Аветис Ахаронян е роден през 1866 година в Ъгдър, Ереванска губерния, тогава част от Руската империя. Началното си образование получава от майка си Зардар, след което няколко години преподава в училище. По-късно следва история и философия в Лозанския университет. Там се среща с редактора на вестник „Дрошак“ („Трошаг“, Знаме) Кристапор Микаелян и започва да пише статии в него. След като завършва през 1901 година записва литература в Сорбоната.
През 1902 година се завръща в Кавказ и става ръководител на Нарсисианското училище и главен редактор на вестник „Моурж“ (Чук). През 1909 година е арестуван от Руската царска власт и е затворен в Метаки, където сериозно заболява. След като дарява 20 000 рубли е освободен и бяга в Европа.
Завръща се в Кавказ през 1917 година и става председател на Арменския национален съвет, който обявява независимостта на Демократическа република Армения на 27 май 1918 година, след което в Батуми подписва договор с Османската империя. През 1919 година заедно с Богос Нубар е ръководител на арменската делегация на Парижката мирна конференция. През 1920 година подписва Севърския договор, който формулира съвместната идея за бъдещето на Армения от американския президент Удроу Уилсън и арменската диаспора, известна като „Уилсънова Армения“.
Аведис Ахаронян умира на 20 март 1948 година в Марсилия, Франция. Поддържа големи приятелства с българи от Македония и близки контакти с много техни революционери. Хоронян е автор на книгите „Долината на сълзите“, „Революционерката“ и други. Вестниците „Илинден“, „Пирин“, „Македония“, „Свобода или смърт“ и списанието „Илюстрация Илинден“ редовно публикуват негови разкази и откъси от книгите му.